# Trieux (Meurthe i Mosel·la)
Trieux és un municipi francès situat al departament de Meurthe i Mosel·la i a la regió del Gran Est. L'any 2007 tenia 1.975 habitants.

## Demografia

### Població
El 2007 la població de fet de Trieux era de 1.975 persones. Hi havia 757 famílies, de les quals 185 eren unipersonals (63 homes vivint sols i 122 dones vivint soles), 217 parelles sense fills, 280 parelles amb fills i 75 famílies monoparentals amb fills.
La població ha evolucionat segons el següent gràfic:
Habitants censats

### Habitatges
El 2007 hi havia 839 habitatges, 779 eren l'habitatge principal de la família, 1 era una segona residència i 59 estaven desocupats. 723 eren cases i 115 eren apartaments. Dels 779 habitatges principals, 605 estaven ocupats pels seus propietaris, 147 estaven llogats i ocupats pels llogaters i 27 estaven cedits a títol gratuït; 4 tenien una cambra, 11 en tenien dues, 141 en tenien tres, 252 en tenien quatre i 371 en tenien cinc o més. 538 habitatges disposaven pel capbaix d'una plaça de pàrquing. A 310 habitatges hi havia un automòbil i a 361 n'hi havia dos o més.

### Piràmide de població
La piràmide de població per edats i sexe el 2009 era:
| Homes | Edats   | Dones |
| ----- | ------- | ----- |
| 0     | 95 o +  | 4     |
| 16    | 90 a 94 | 12    |
| 4     | 85 a 89 | 16    |
| 4     | 80 a 84 | 16    |
| 16    | 75 a 79 | 28    |
| 52    | 70 a 74 | 76    |
| 52    | 65 a 69 | 72    |
| 44    | 60 a 64 | 40    |
| 48    | 55 a 59 | 44    |
| 84    | 50 a 54 | 76    |
| 56    | 45 a 49 | 60    |
| 68    | 40 a 44 | 64    |
| 72    | 35 a 39 | 76    |
| 44    | 30 a 34 | 64    |
| 72    | 25 a 29 | 32    |
| 57    | 20 a 24 | 32    |
| 76    | 15 a 19 | 60    |
| 60    | 10 a 14 | 40    |
| 80    | 5 a 9   | 56    |
| 16    | 0 a 4   | 40    |

## Economia
El 2007 la població en edat de treballar era de 1.271 persones, 906 eren actives i 365 eren inactives. De les 906 persones actives 799 estaven ocupades (460 homes i 339 dones) i 107 estaven aturades (49 homes i 58 dones). De les 365 persones inactives 112 estaven jubilades, 112 estaven estudiant i 141 estaven classificades com a «altres inactius».

### Ingressos
El 2009 a Trieux hi havia 772 unitats fiscals que integraven 1.944 persones, la mediana anual d'ingressos fiscals per persona era de 16.099,5 €.

### Activitats econòmiques
Dels 65 establiments que hi havia el 2007, 2 eren d'empreses alimentàries, 4 d'empreses de fabricació d'altres productes industrials, 8 d'empreses de construcció, 18 d'empreses de comerç i reparació d'automòbils, 6 d'empreses de transport, 7 d'empreses d'hostatgeria i restauració, 3 d'empreses financeres, 6 d'empreses immobiliàries, 5 d'empreses de serveis, 5 d'entitats de l'administració pública i 1 d'una empresa classificada com a «altres activitats de serveis».
Dels 22 establiments de servei als particulars que hi havia el 2009, 1 era una gendarmeria, 1 oficina de correu, 5 tallers de reparació d'automòbils i de material agrícola, 1 taller d'inspecció tècnica de vehicles, 1 paleta, 1 fusteria, 2 lampisteries, 2 electricistes, 1 perruqueria, 6 restaurants i 1 agència immobiliària.
Dels 3 establiments comercials que hi havia el 2009, 1 era una botiga de menys de 120 m², 1 una fleca i 1 una joieria.
L'any 2000 a Trieux hi havia 10 explotacions agrícoles que ocupaven un total de 600 hectàrees.

## Equipaments sanitaris i escolars
El 2009 hi havia 1 centre de salut, 1 farmàcia i 1 ambulància.
El 2009 hi havia una escola elemental.

## Poblacions més properes
El següent diagrama mostra les poblacions més properes.